# 吴昌元
吴昌元（1946年—），浙江嘉善人，中华人民共和国政治人物。

## 生平
1965年，进入北京铁道学院运输经济系会计学专业，后进入郑州铁路局工作。1984年，担任呼和浩特铁路局党委书记。次年改任乌鲁木齐铁路局局长。1993年，进入中华人民共和国铁道部，任办公厅主任。1996年，担任海南省省长助理；同年改任海南省副省长。2007年，担任海南省人大常委会副主任。